# Klein + M.B.O.
Klein + M.B.O. est un groupe italien d'Italo disco, originaire de Milan.

## Histoire
Le groupe est formé par les producteurs, auteurs-compositeurs et arrangeurs Mario Boncaldo (d'Italie) et Tony Carrasco (des États-Unis). Rossana Casale, une chanteuse de jazz, et Naimy Hacket, une choriste américaine, ont chanté sur leurs disques. Le groupe jouait déjà de la Chicago house avant la création même du genre. Ils sont surtout connus pour leur single Dirty Talk, sorti à Milan, en Italie, en 1982. Il devient un succès underground international. D'autres singles tels que Wonderful, More Dirty Talk, The MBO Theme et d'autres ont continué dans la même veine. Certaines de leurs chansons sont publiées aux États-Unis par Atlantic Records.
Le premier et unique album de Klein + M.B.O. sort initialement sous le nom de De-Ja-Vu, puis plus tard sous le nom de First. L'album est enregistré à l'aide de synthétiseurs Roland et d'une boîte à rythmes Roland TR-808, avec Davide Piatto à la guitare.
Le duo français Miss Kittin and the Hacker reprend Dirty Talk pour son EP de 1998, Champagne. Le groupe allemand d'electropop Moskwa TV sort Tekno Talk, qui est presque une véritable reprise de Dirty Talk en 1985, avec le Bombing Mix qui a gagné en popularité grâce à l'utilisation de la fameuse blague officieuse de Ronald Reagan We begin bombing in five minutes comme sample d'introduction. 

## Discographie
| Année | Titre           | Label              | Dance Singles | RnB Singles |
| ----- | --------------- | ------------------ | ------------- | ----------- |
| 1982  | Dirty Talk      | Zanza / 25 West    | 14            | ―           |
| 1982  | More Dirty Talk | Zanza              | ―             | ―           |
| 1982  | Wonderful       | Zanza / Atlantic   | 31            | ―           |
| 1983  | The MBO Theme   | Zanza / Atlantic   | ―             | ―           |
| 1986  | Keep In Touch   | Zanza / Dance-Sing | ―             | ―           |